# Хуалапай
Хуалапай (англ. Hualapai Indian Reservation) — индейская резервация племени валапай, расположенная на Юго-Западе США в северо-западной части штата Аризона.

## История
До появления европейцев валапаи занимали территорию, площадью более 28 300 км². В 1865 году, из-за конфликтов между валапаями и белыми поселенцами, началась война, которая длилась до 1870 года. Когда на землях племени были обнаружены полезные ископаемые, правительство США решило переселить индейцев в резервацию. 4 января 1883 года президент США Честер Артур своим исполнительным указом учредил резервацию Хуалапай.

## Правительство
Как суверенная индейская нация, племя управляется исполнительной и судебной ветвями власти. Исполнительная власть состоит из Совета племени из девяти человек, в который входят председатель и заместитель председателя. Члены Совета избираются на должность членами племени и служат 4 года. Совет контролирует 12 административных департаментов.
Судебная ветвь власти состоит из суда племени и апелляционного суда. Судьи назначаются Советом племени сроком на два года. Суды обладают юрисдикцией по всем делам и спорам, относящимся к юрисдикции племени, или которые могут быть переданы племенным судам федеральным законом.

## География
Резервация находится на северо-западе Аризоны и охватывает части трёх округов: Коконино,  Мохаве и Явапаи. Хуалапай занимает большую часть западного коридора Большого каньона, к югу от реки Колорадо.  Территория резервации представляет собой пересечённую местность, и хотя большая часть её довольно плоская — либо открытые травянистые равнины, либо лесистые плато, на севере она переходит в серию глубоких, разветвлённых каньонов.
Общая площадь резервации, включая трастовые земли (28,179 км²), составляет 4 157,597 км², из них 4 149,479 км² приходится на сушу и 8,118 км² — на воду. Административным центром резервации является статистически обособленная местность Пич-Спрингс (на языке валапай — Hàkđugwi:v).

## Демография
По данным федеральной переписи населения 2000 года в резервации проживал 1 621 человек, из них, 1 353 человека составляли валапаи.
Согласно федеральной переписи населения 2020 года в резервации проживало 1 299 человек, насчитывалось 513 домашних хозяйств и 405 жилых домов. Средний доход на одно домашнее хозяйство в индейской резервации составлял 37 679 долларов США. Около 35,3 % всего населения находились за чертой бедности, в том числе 54,1 % тех, кому ещё не исполнилось 18 лет, и 9,2 % старше 65 лет.
Расовый состав распределился следующим образом: белые — 20 чел., афроамериканцы — 6 чел., коренные американцы (индейцы США) — 1 235 чел., азиаты — 4 чел., океанийцы — 1 чел., представители других рас — 7 чел., представители двух или более рас — 26 человек; испаноязычные или латиноамериканцы любой расы составили 70 человек. Плотность населения составляла 0,31 чел./км².

## Экономика
Основными видами экономической деятельности резервации являются туризм, разведение крупного рогатого скота, продажа древесины, а также декоративно-прикладное искусство. Единственная принадлежащая и управляемая индейцами компания по рафтингу на реке Колорадо, Hualapai River Runners, предлагает однодневные и двухдневные поездки.